# Пам'ятник Феофілу Яновському
Пам'ятник Феофілу Яновському — пам'ятник українському лікарю-терапевту, академіку Феофілу Гавриловичу Яновському в Києві на території Національного інституту фтизіатрії і пульмонології імені Феофіла Яновського НАМН України (вул. Миколи Амосова, 10); встановлений у 1992 році. 
Автори — скульптор Олександр Скобликов, архітектор Микола Кислий.
Феофіл Яновський був одним з основоположників київської терапевтичної школи, брав участь в організації Київського туберкульозного інституту (1922, тепер Інститут фтизіатрії і пульмонології, названий на честь Яновського 1928 року).

## Опис
Пам'ятник розташований поруч із входом до центрального корпусу Інституту в центрі круглої клумби й звернений до вулиці. Бронзова скульптура вченого, що сидить на квадратній тумбі з чорного полірованого каменя, встановлено на прямокутному постаменті з сірого граніту. Феофіл Яновський зображений в класицистичній манері в спокійній позі; його голова задумливо схилена до правого плеча, права нога виставлена вперед, руки втомлено лежать на колінах. Ретельно відтворені риси зовнішності: шляхетне обличчя з короткою бородою, густе волосся. На лицьовій стороні постаменту вмонтовано бронзову табличку, на якій викарбувано прізвище лікаря. Загальна висота пам'ятника становить 3,25 м, скульптури — 1,25 м, постаменту — 2,0 м. 